# ドミトリー・キタエンコ
ドミトリ・ゲオルギェヴィチ・キタエンコ（ロシア語: Дми́трий Гео́ргиевич Китае́нко；英語: Dmitri Georgievich Kitaenko, 1940年8月18日 - ）は、ロシアの指揮者。モスクワ音楽院教授。

## 経歴
1940年レニングラード（現在のサンクトペテルブルク）生まれ。レニングラード音楽院、モスクワ音楽院で学んだ後、ウィーン音楽アカデミーでハンス・スワロフスキーに師事。1969年第1回カラヤン国際指揮者コンクールで入賞。
1970年スタニスラフスキー＝ネミローヴィチ－ダンチェンコ音楽劇場（モスクワ）の芸術監督に就任。日本との関係では、1972年にソビエト国立交響楽団と共に初来日した。

1976年から1990年までの間、モスクワ・フィルハーモニー管弦楽団の芸術監督、首席指揮者の地位にあった。
1990年ベルゲン・フィルハーモニー管弦楽団の音楽監督・首席指揮者、フランクフルト放送交響楽団、ベルン交響楽団の首席指揮者に就任。

1999年から2004年までKBS交響楽団の首席指揮者を務めた。

また、30年以上に亘って協働し、ショスタコーヴィチの交響曲全集のレコーディングなどにおいて栄誉ある賞を受賞したケルン・ギュルツェニヒ管弦楽団より名誉指揮者の銘を贈られている。

## 来日公演
1972年に初来日。その後もNHK交響楽団等のオーケストラで客演した。